# Caixanova
La Caixa de Aforros de Vigo, Ourense e Pontevedra (en castellano, Caja de Ahorros de Vigo, Orense y Pontevedra) más conocida por su marca Caixanova, fue una caja de ahorros que se constituyó el 17 de julio de 2000 en virtud del acuerdo de fusión alcanzado por las Asambleas Generales de la Caja de Ahorros Municipal de Vigo (fundada en 1880), la Caja de Ahorros Provincial de Pontevedra (fundada en 1930) y la Caja de Ahorros Provincial de Orense (fundada en 1933). 
El 3 de diciembre de 2010, se produjo su extinción al fusionarse con Caixa Galicia, dando lugar a una nueva caja de ahorros, NovaCaixaGalicia. Caixanova conformaba con el Banco Gallego, del que poseía el 49% de su capital social, la primera plataforma financiera de Galicia integrada por una caja y un banco, con un volumen de negocio en torno a los 70.000 millones de euros. La creciente actividad financiera del Grupo Caixanova, junto a la gestión activa de la cartera, generó en 2008 un resultado atribuido de 171 millones de euros.

## Historia

### Orígenes
El 15 de enero de 1880 el alcalde de Vigo, Manuel Bárcena y Franco, primer conde de Torrecedeira, propuso a la corporación municipal la creación de una caja de ahorros, bajo el patronazgo y garantía del Ayuntamiento. Así nació la Caja de Ahorros y Monte de Piedad Municipal de Vigo, que inició su actividad el 3 de octubre del mismo año. 
Por otro lado, la Caja de Ahorros Provincial de Pontevedra inició su actividad el 20 de enero de 1930 y su creación fue resultado de la gestión impulsada por Daniel de la Sota y Valdecilla al frente de la Diputación Provincial de Pontevedra. 
Poco después, el 10 de marzo de 1932 la Diputación de Orense aprobaba, a propuesta de su presidente, Luis Fábrega Coello, la creación de la Caja de Ahorros Provincial de Orense. Se dice que para su puesta en marcha se siguieron las pautas indicadas por Luciano Vidan, gerente de la Caja de Ahorros de Vigo.
En 2010, Se fusionó con Caixa Galicia por imposición del Banco de España, bajo amenaza de intervención de Caixa Galicia, cuya quiebra habría tumbado el sistema financiero gallego.

## Red comercial
Caixanova, en sus últimos años, pasó de ser una entidad eminentemente gallega a estar presente en toda España y convertirse en una de las cajas de ahorros españolas más internacionalizadas. La entidad tenía 170 oficinas ubicadas fuera de Galicia, lo que representaba casi el 30% del total.
Al cierre del ejercicio de 2008, la entidad contaba con una red de 586 sucursales. De ellas, 415 se encontraban en Galicia, 53 en Madrid, 22 en Cataluña, 20 en Valencia, 19 en Andalucía, 9 en Canarias, 7 en Castilla y León, Castilla-La Mancha y en Murcia, 5 en el País Vasco, 2 en Navarra y Baleares y una en el resto de las comunidades autónomas.

### Internacionalización
A 31 de diciembre de 2008 la red internacional de Caixanova estaba formada por 13 sucursales distribuidas en diez países europeos y americanos. En concreto, la entidad financiera disponía de 3 oficinas operativas en Portugal y 2 de representación en Suiza, así como otra en Francia, otra en Alemania y una en el Reino Unido. En América, Caixanova contaba con una oficina operativa en Miami, que servía de cabecera para todo el continente y que apoyaba a las oficinas de representación de México, Venezuela, Brasil y Buenos Aires.
La sede norteamericana obtuvo en 2007 la calificación de Branch Internacional otorgada por la Reserva Federal, convirtiéndose en la primera caja de ahorros que obtenía esta autorización, lo que le permitía una mayor operatividad para captar depósitos de residentes norteamericanos.

## Obra Social
Como caja de ahorros, Caixanova desarrollaba una importante obra social a través de una red de infraestructuras socioculturales propia y a través de multitud de colaboraciones con administraciones públicas, organizaciones y asociaciones con las que colabora en proyectos sociales, culturales, medioambientales, de promoción económica o de difusión de las nuevas tecnologías. 
En total, durante el año 2008, Caixanova destinó 62,5 millones de euros a esta partida y superó los 3,1 millones de beneficiaros, lo que representa un incremento de 565.800 personas respecto al año anterior. En total, se realizaron 7.426 actividades en todo el año. 
Este importante incremento en el número de beneficiarios era fruto del esfuerzo que realizaba Caixanova a la hora de diseñar los programas de su Obra Social, buscando que respondieran a las demandas de la sociedad, pero también contribuyendo a la amplia red de infraestructuras socioculturales, extiéndolas por las principales ciudades gallegas y alcanzando, incluso, a Portugal. El Centro Social, el Centro Cultural y el Pazo de San Roque en Vigo, los Centros Sociales en Pontevedra, La Coruña y Orense, la Escuela de Negocios, los centros de formación profesional en Vigo y Orense, el centro enoturístico de las Bodegas Cálem en Oporto y los centros de atención y acogida para inmigrantes en Vigo y Orense, a los que se sumarían los nuevos centros social y cultural de Santiago y la sede institucional de Madrid, conformaban la red de infraestructuras de la entidad financiera.